# Neveste perfecte (roman)
Neveste perfecte (în engleză The Stepford Wives) este un roman satiric din 1972 de Ira Levin.
A fost ecranizat în 1975 și 2004.